# 46 Pułk Piechoty (austro-węgierski)
Węgierski Pułk Piechoty Nr 46 (niem. Ungarisches Infanterieregiment Nr. 46) – pułk piechoty cesarskiej i królewskiej Armii. 

## Historia pułku
Pułk kontynuował tradycje pułku utworzonego w 1816 roku. 
Okręg uzupełnień nr 46 Segedyn (węg. Szeged, niem. Szegedin) na terytorium 7 Korpusu.
Kolejnymi szefami pułku byli:
- FZM Joseph Jelačić von Bužim (1851 – †20 V 1859),
- książę Saksonii-Meiningen Bernard II (1862 – †3 XII 1882),
- generał kawalerii Ladislaus Szápáry von Muraszombath, Széchysziget und Szápár (†28 IX 1883),
- generał piechoty Géza Franz Anton Josef von Fejerváry de Komlós-Keresztés (1887 – †25 IV 1914).

Kolory pułkowe: zielony papuzi (papageiengrün), guziki złote. Skład narodowościowy w 1914 roku 79% – Węgrzy.
W 1873 roku sztab pułku stacjonował w Lublanie (niem. Leibach), natomiast komenda rezerwowa i stacja okręgu uzupełnień w Segedynie.
W latach 1904–1909 pułk stacjonował w Segedynie z wyjątkiem 2. batalion, który załogował w Pančevie, na terenie dzisiejszej Serbii.
W latach 1910–1914 pułk (bez 3. batalionu) stacjonował w Segedynie i wchodził w skład 34 Brygady Piechoty należącej do 17 Dywizji Piechoty. Trzeci batalion był detaszowany na terytorium 16 Korpusu, stacjonował w Avtovacu i wchodził w skład 3 Brygady Górskiej należącej do 18 Dywizji Piechoty.

## Komendanci pułku
- płk Ferdinand Bauer (1867)
- płk Carl Hanke von Hankenstein (1873)
- płk SG Maximilian von Thyr ( – 1884 → szef sztabu 11 Korpusu)
- płk Oskar Alojzy Halecki (1884–1889 → komendant 70 Brygady Piechoty)
- płk Karl Berg von Falkenberg (1903–1908)
- płk Joseph Szentgyörgyi (1909–1910)
- płk Otto Sertič (1911–1914[3])
- płk Josef von Henneberg (1914)